# Sinterklaas en het Geheim van de Robijn
Sinterklaas en het Geheim van de Robijn is een Nederlandse jeugdfilm uit 2004, geregisseerd door Martijn van Nellestijn. Het vervolg van deze film kwam uit in 2006 en was getiteld Sinterklaas en het Uur van de Waarheid.

## Verhaal
Het geplande huwelijk van de Premierpiet met de Probleempiet staat op de tocht, de geleerden Hans en Frans Steenstra zijn ontvoerd en uit het Rijksmuseum is een bijzondere robijn gestolen. De gevaarlijke Dr. Brein zit achter al deze zaken. Sinterklaas moet ingrijpen en stuurt zijn Pieten zelfs op reis naar Zwitserland om te voorkomen dat de boevenorganisatie van Dr. Brein de macht zal krijgen. 

## Rolverdeling
- Jos Brink - Directeur van het Rijksmuseum
- Pamela Teves - Dr. Brein
- Sandra Reemer - Ambtenaar Burgerlijke Stand
- Hetty Heyting - Tante Til
- Hans Klok - bisschop van Zwitserland
- Bea Meulman - Assistente Directeur
- Erik-Jan Slot - Agent de Bok
- Richard de Ruijter - Boris
- Martijn van Nellestijn - Joris